# Оне су Креси
Оне су Креси (фр. Aunay-sous-Crécy) насеље је и општина у централној Француској у региону Центар (регион), у департману Ер и Лоар која припада префектури Дре.
По подацима из 2011. године у општини је живело 571 становника, а густина насељености је износила 67,57 становника/km². Општина се простире на површини од 8,45 km². Налази се на средњој надморској висини од 110 метара (максималној 172 m, а минималној 106 m).

## Демографија
| 1962. | 1968. | 1975. | 1982. | 1990. | 1999. | 2011. |
| ----- | ----- | ----- | ----- | ----- | ----- | ----- |
| 437   | 444   | 566   | 666   | 673   | 644   | 571   |

График промене броја становника у току последњих година